# Stratos Svarnas
Stratos Svarnas (em grego: Στράτος Σβάρνας; Atenas, 11 de novembro de 1997) é um futebolista grego que joga como zagueiro. Atualmente, defende o Raków Częstochowa.

## Carreira
Svarnas começou a carreira no pequeno AO Triglia Rafinas. Em 01 de julho 2014, transferiu-se para o AEK, onde permaneceu por duas temporadas até ser contratado pelo Xanthi FC em 21 de julho de 2016.

## Retorno ao AEK Atenas
Em 16 de agosto de 2018, o então atual campeão grego AEK Atenas recontratou Svarnas do Xanthi, assinando um contrato de cinco anos com o jovem internacional. Sem profundidade na defesa central com o ucraniano Dmytro Chygrynskiy ainda nas linhas laterais, o clube ateniense reforça o elenco com a aproximação dos compromissos da Liga dos Campeões da UEFA e da Superliga. Em 5 de fevereiro de 2020, Svarnas cabeceou um passe inteligente de Marko Livaja através da área de grande penalidade para a rede, em um empate 1-1 fora de casa, partida válida pela Copa da Grécia contra o Panetolikos GFS. Foi seu primeiro gol pelo clube em todas as competições.
Em 9 de julho de 2020, Svarnas marcou ajudando a uma vitória em casa por 2-0 contra o OFI Creta, após um belo pontapé-livre de Marko Livaja.
Em 22 de setembro de 2020, como recompensa por seus sólidos desempenhos, ele assinou uma prorrogação de contrato, válida até o verão de 2025. 

### Internacional
Svarnas realizou 20 jogos nas seleções base da Grécia. Em 03 de Setembro de 2020, Svarnas estreou pela seleção principal de seu país atuando como titular no empate em 0-0 contra a Eslovênia em partida válida pelo Grupo C da Liga das Nações da UEFA, na oportunidade o jogador não fora substituído. Até 01 de dezembro de 2020 o jogador atuou um total de 405 minutos pelo selecionado europeu.

## Títulos
AEK Athens
- Campeonato Grego – 2ª Divisão: 2014–15
- Copa da Grécia: 2015–16

Raków Częstochowa
- Campeonato Polonês: 2022–23
- Supercopa da Polônia: 2022